# نجم CH
نجم سي أتش هو نجم من نجوم الكربون، يظهر تشكل واضح لحزم الامتصاص من خلال ال CH  ( methylidyne) في طيفها، وهي تشكل ضمن التوزيع النجمي قليلة الفلزات، ومتوسطة العمر، مشعة، ومضيئة جدا مقارنة بنجوم ال EN  الكلاسيكية.
ويعتبر مصطلح CH Star  كعملة من قبل فيليبا س. كينان في 1942 م كنوع فرعي لتصنيف الكربون، حيث استخدمها في نجوم الكوبون. ويعتبر فراونهوفر ج باند الجزيء الرئيسي للتعرف الترتيب الابتدائي الخماسي لل CH في النجوم.
في عام 1975 م لاحظ ياسوهو ياماشيتا ان بعض نجوم الكربون تمتلك حرارة عالية تعرض طيف نموذجي الخصائص ل CH Star، لكنها لم تمتلك نفس الخصائص الحركية. لذلك لم تمتلك سرعة عالية في الفضاء واعتبرت أقدم التوزعات النجمية. حيث تم تسميتها بشبيهة CH Star.
كثير من نجوم الCH  يتم تصنيفها ضمن نظام ثنائية النجوم، أو السبب في ذلك تنوع حالات نجوم الCH كنجم الباريوم تكون نتيجة نقل الكتلة من هيئة كربون الكلاسيكية، وبذلك تختلف تقسيمات الأقزام البيضاء النجمية لنجم ال CH.